# 팔레즈 공원

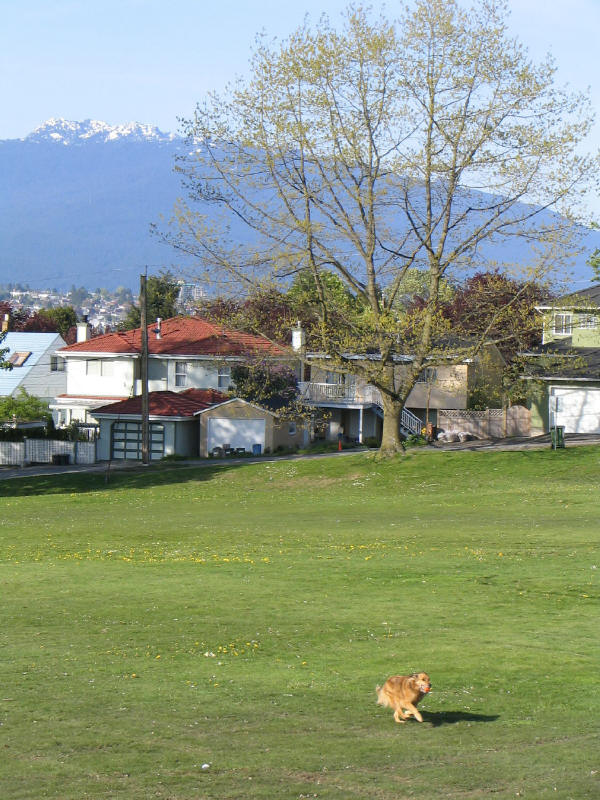
남쪽(로워) 팔레즈 공원

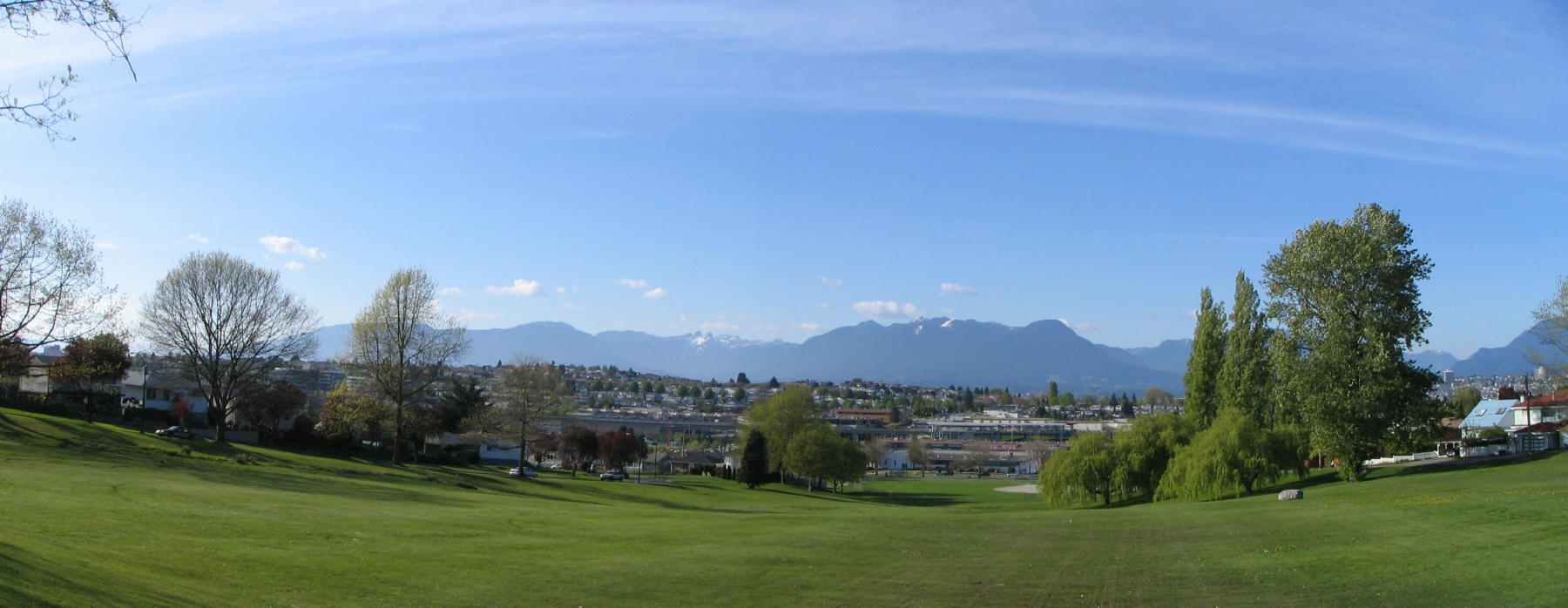
팔레즈 공원 전경. 멀리 노스 쇼어 마운틴즈가 보인다.

팔레즈 공원(Falaise Park)은 캐나다 브리티시컬럼비아주 동 밴쿠버에 위치한공원이다. 대규모 도시 공원인데, 이 공원은 밴쿠버와 버네이비 경계에 위치한다. 루퍼트 스트리트 및 바운더리 로드 사이에 위치한다. 밀레니엄 선의 루퍼트 역 바로 남쪽에 있다.
총 면적은 약 7.57 헥타아르이다.

## 특징
팔레즈 공원은 두 지역으로 나뉘어 있다. 어퍼(upper) 지역과 로워(lower) 지역이다. 그 두 지역 사이에는 초등학교 하나가 위치한다. 각 지역마다에는 놀이터가 있다. 그랜드뷰 고속도로와 마주하는 로워(lower) 지역에는 스포츠 시설이 있다.
팔레즈 공원은 아침 5시부터 10시까지, 또 저녁 5시부터 10시까지는 애완동물을 맘대로 풀어 뛰놀게 할 수 있다. 다만, 학교 옆쪽 지역에는 아침 5시부터 8시까지, 개만 풀어 놓을 수 있다.
팔레즈 공원은 완만한 기복을 갖고 있어 산책하기 좋다. 슬로프 덕분에 널찍한 경치를 보여주고 있다. 겨울에는 사람들이 슬로프에서 재미 삼아 눈썰매를 타기도 한다.

## 역사
제2차 세계 대전 당시 격전지였던 프랑스 마을의 이름을 따 거리 이름이 붙었는데, 이 거리가 이 공원에 면하고 있다. 이 거리의 이름을 따 공원 위원회는 이 공원에 팔레즈 공원이라 이름 붙였다.

## 레크레이션 시설
- 야구장 (2)
- 커뮤니티 홀(1)
- 필드 하우스(1)
- 축구장 (1)
- 놀이터 (2)
- 어린이용 풀장 (1)[2]

## 가든
- 웻랜드 가든( Wetland Garden) (1) -공원 남쪽 세로로 길게 있다.[3][4]